# Great Burstead and South Green
 (avril 2023).
Great Burstead and South Green est une paroisse civile de l'Essex, en Angleterre.